# Park Seung-hi
Park Seung-hi (in hangŭl: 박승희; Seul, 28 marzo 1992) è una pattinatrice di short track e pattinatrice di velocità su ghiaccio sudcoreana, campionessa olimpica dei 1000 metri e della staffetta ai Giochi di Soči 2014 nello short track.

## Biografia
È la sorella di altri due pattinatori di short track, Park Seung-ju e Park Se-yeong: tutti e tre hanno partecipato alle Olimpiadi di Soči 2014.
Ai giochi di Pyeongchang 2018 ha invece gareggiato nel pattinaggio di velocità classificandosi al 16º posto nei 1000 m.

## Palmarès

### Olimpiadi
- 5 medaglie:
  - 2 ori (1000 m, staffetta 3000 m a Soči 2014);
  - 3 bronzi (1000 m, 1500 m a Vancouver 2010; 500 m a Soči 2014).

### Mondiali
- 13 medaglie:
  - 7 ori (staffetta 3000 m a Gangneung 2008; classifica generale, 1500 m, 3000 m, staffetta 3000 m a Sofia 2010; 1500 m a Debrecen 2013; 500 m a Montréal 2014);
  - 5 argenti (1500 m a Sheffield 2011; classifica generale, 500 m a Debrecen 2013; classifica generale, 1000 m a Montréal 2014);
  - 1 bronzo (1500 m a Montréal 2014).

### Mondiali a squadre
- 3 medaglie:
  - 2 ori (Bormio 2010; Varsavia 2011);
  - 1 argento (Harbin 2008).

### Giochi asiatici
- 3 medaglie:
  - 1 oro (1000 m a Astana-Almaty 2011);
  - 2 argenti (1500 m, staffetta 3000 m a Astana-Almaty 2011).

### Mondiali juniores
- 1 medaglia:
  - 1 bronzo (classifica generale a Mladá Boleslav 2007).